# 布里蒂诺波利斯
布里蒂诺波利斯是巴西戈亚斯州的一个市镇。总面积268.115平方公里，总人口3627人，人口密度13.5人/平方公里。